# Joseph Edward Mayer
Joseph Edward Mayer (né le 15 février 1904 à New York - mort le 15 octobre 1983) est un chimiste américain. Professeur de chimie à l'université de Californie à San Diego de 1960 à 1973 et président de la société américaine de physique de 1973 à 1975, il est surtout connu pour avoir cofondé la cluster expansion (en) dans le domaine de la théorie du champ statistique (en).
En 1929, il travaille avec James Franck à Göttingen, Allemagne. Il y rencontre Maria Goeppert Mayer, étudiante de Max Born. Le couple se marie l'année suivante et demeurera marié jusqu'à la mort de Maria en 1972.